# 常德细菌战
常德细菌战是1941年8月11日侵华日军对中国常德实施的一次细菌战。1940年6月，日军攻占宜昌，封锁长江三峡水道，将中国的第五战区沿江劈为南北两半。8月，第六战区宣告成立，长官部设在靠近常德的鄂西恩施。常德是北通荆襄、西连黔川的军事重镇，同时处于第六战区和第九战区的结合部上，既是第六战区长官部的屏障，又是第六战区军民的粮仓，而且扼守湘川公路，战略地位变得更为重要。为加大对常德的破坏力度，1941年8月11日，日军负责协调细菌战联络工作的井本熊男中佐飞抵南京，下达大本营陆军部作战指令，对中国常德实施细菌战。11月4日，侵华日军731部队在常德空投鼠疫跳蚤。
1996年至2000年，常德市细菌战受害调查委员会经调查发现，这次细菌战以常德城为中心，波及周边10个县30个乡的150多个村。
鼠疫的流行夺去了无数人的生命。据调查，有名有姓的死者为7,643人。